# Manabí
Manabí é uma província localizada no noroeste do Equador, na região geográfica de Costa. Sua capital é a cidade de Portoviejo.
Manabí é banhada a oeste pelo Oceano Pacífico. Faz divisa ao norte com a província de Esmeraldas, a leste com a província de Pichincha, Los Ríos, e Guaias, e ao sul com a província de Guayas. Em seu litoral encontra-se a cidade e porto de Manta, o maior porto pesqueiro do Equador. Manabí é a terceira província mais povoada do Equador.
As principais cidades de Manabí são:
- Manta
- Portoviejo
- Chone
- Bahía de Caráquez
- Jipijapa

## Cantões
A província está dividida em 22 cantões (capitais entre parênteses):
1. Bolívar (Calceta)
2. Chone (Chone)
3. El Carmen (El Carmen)
4. Flavio Alfaro (Flavio Alfaro)
5. Jama (Jama)
6. Jaramijó (Jaramijó)
7. Jipijapa (Jipijapa)
8. Junín (Junín)
9. Manta (Manta)
10. Montecristi (Montecristi)
11. Olmedo (Olmedo)
12. Paján (Paján)
13. Pedernales (Pedernales)
14. Pichincha (Pichincha)
15. Portoviejo (Portoviejo)
16. López (Puerto López)
17. Rocafuerte (Rocafuerte)
18. Santa Ana (Santa Ana)
19. San Vicente (San Vicente)
20. Sucre (Bahía de Caráquez)
21. Tosagua (Tosagua)
22. Veinticuatro de Mayo (Sucre)